# 大津市立田上中学校
大津市立田上中学校（おおつしりつたなかみちゅうがっこう）は、滋賀県大津市新免一丁目に所在する公立中学校である。

## 沿革
- 1947年（昭和22年）4月：新学制実施により上田上村立、下田上村立の各中学校を設置する。
- 1948年（昭和23年）
  - 4月：上田上村、下田上村の二か村組合立田上中学校となる。
  - 7月：瀬田町、上田上村、下田上村、大石村の一町三か村組合立栗南中学校となる。
- 1949年（昭和24年）8月：上田上村、下田上村二か村学校組合立田上中学校となる。
- 1951年（昭和26年）4月：大津市、上田上村組合立田上中学校となる。
- 1953年（昭和28年）4月：栗太郡上田上村立田上中学校となる。
- 1955年（昭和30年）7月：上田上村が瀬田町に合併、瀬田町立田上中学校となる。
- 1967年（昭和42年）4月：瀬田町が大津市に合併、大津市立田上中学校となる。
- 1998年（平成10年）4月：青山及び桐生地区を通学区域として大津市立青山中学校が分離新設となる。

## 部活動
- バドミントン部
- ソフトテニス部
- バスケットボール部
- 陸上部
- サッカー部
- 吹奏楽部
- 文化総合部（2022年10月文芸部・科学部の合併）
- バレーボール部(2024年秋より廃部）
- 柔道部

## 著名な卒業生
- 平尾譲一（柔道家）
- 日隈佑（バレーボール選手）